# Abingdoni apátság

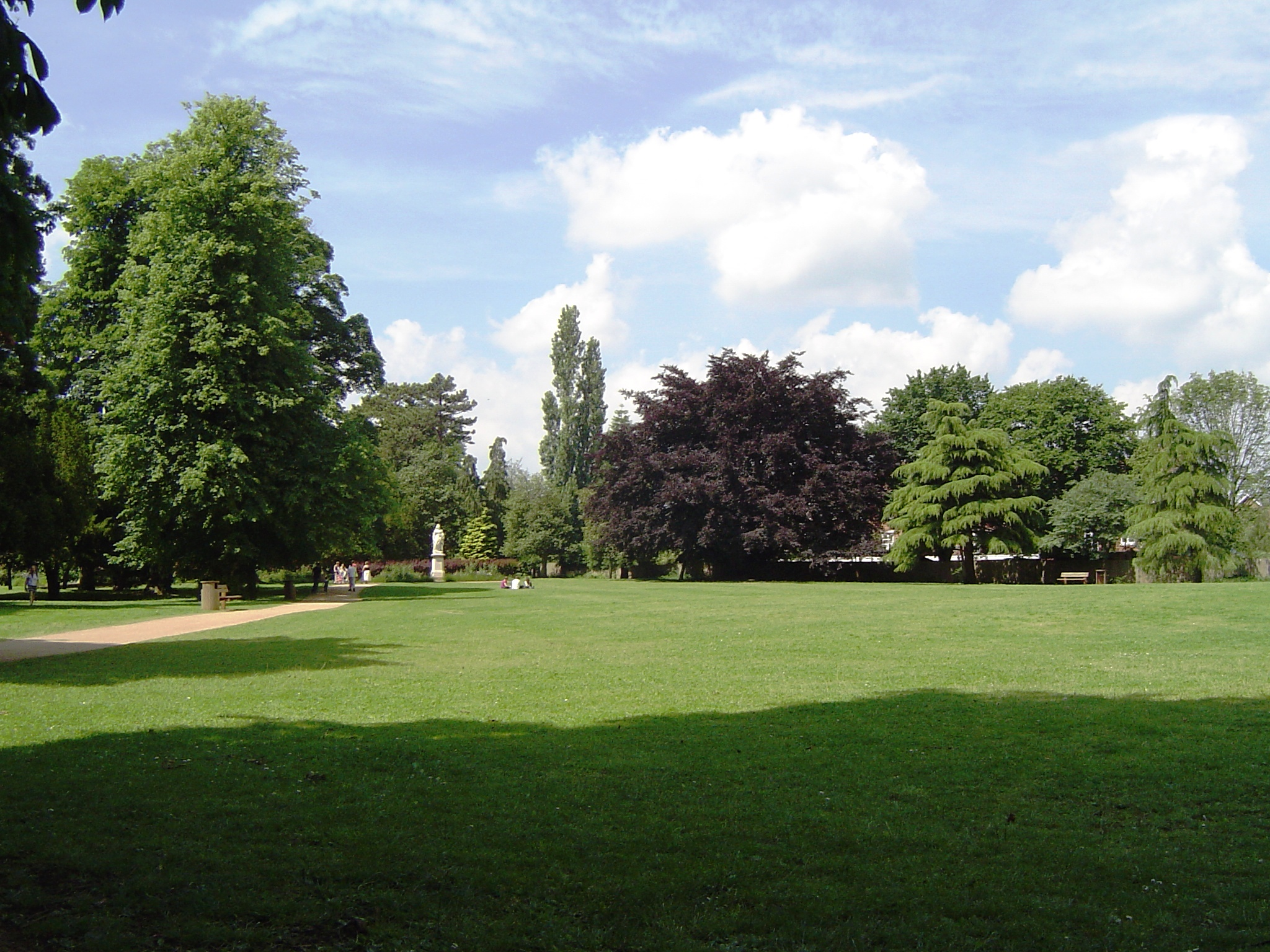
Az abingdoni apátsági templom a park teljes területét lefedte, egészen a nyugati Viktória királynő-szoborig

Az abingdoni apátság ("St Mary's Abbey") egy bencés kolostor volt Abingdon-on-Thames 
Az apátságot 675 körül alapították Szűz Mária tiszteletére.
Az 1086-os Domesday Book feljegyezte, hogy az apátság gazdag és befolyásos földbirtokos volt.
Az apátsági templomból mára nem maradt fenn semmi látnivaló. A meglévő épületek:
- Checker Hall (Unicorn Színház[5])

- A Checker

- A Long Gallery

- Az alsó terem

- Temze utca, a Malom és a Malom-patak

## Fennmaradt épületek

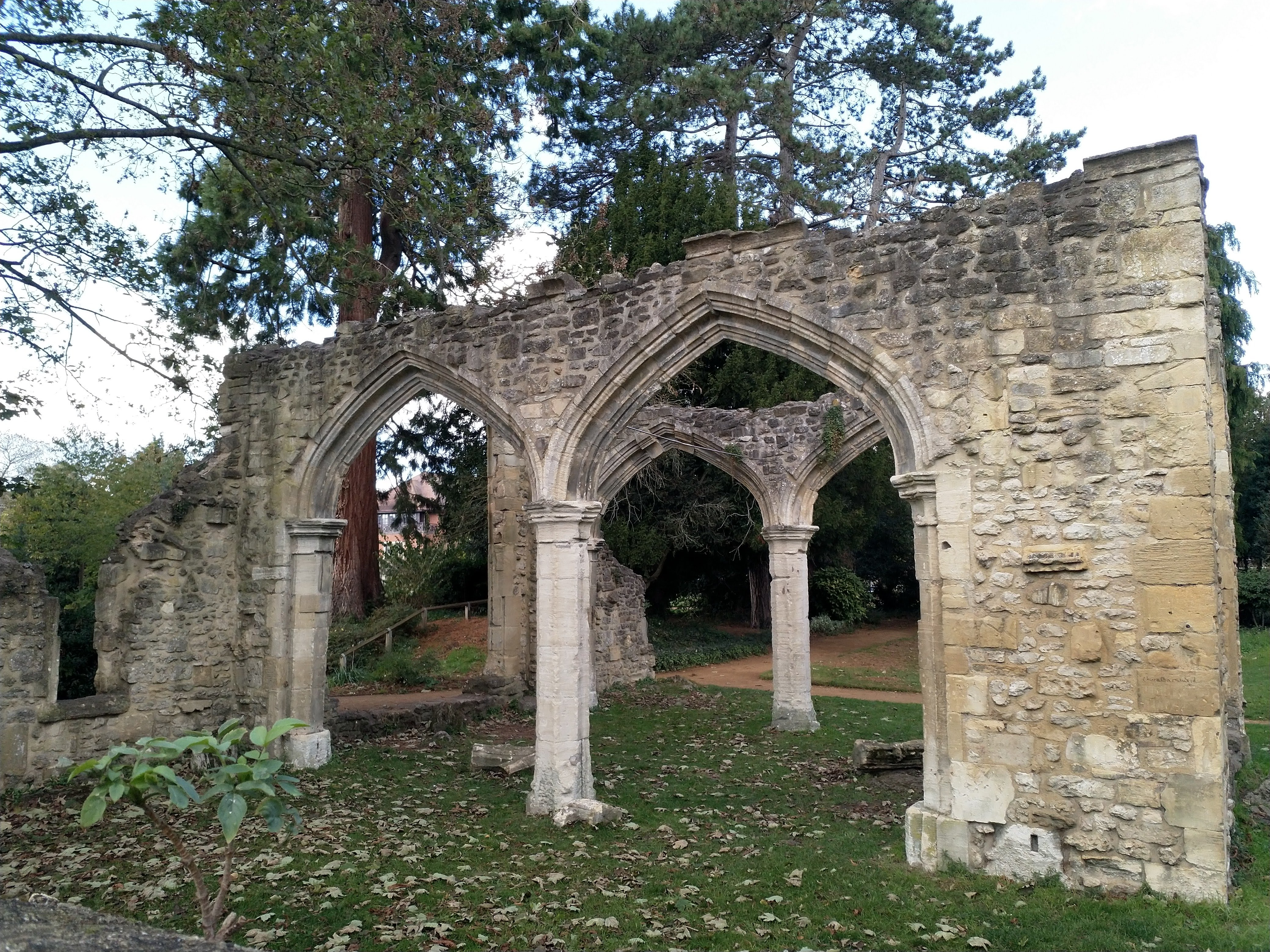
Trendell's Folly az Abbey Gardensben

Az apátsági templomból ma már nincs semmi látnivaló. Az Abbey Gardens ma is látható romjai a Trendell's Folly, amelyet a 19. században építettek. A kövek egy része a Szent Ilona-templomból származhat.
A kapcsolódó kolostorépületek azonban fennmaradtak, köztük az Abbey Exchequer, a favázas Long Gallery, az apátsági pékség (mindegyik az Abingdon Baráti Társaság gondozásában), az apátsági átjáró, a Szent János-hospitium (zarándokszálló) és a Szent Miklós-templom. Az egyik eredeti kemencét eltávolították, most is érintetlen a Lacies Courtban, az Abingdon Schoolban.
Az Unicorn Színház jelenleg az apátság egy részében található.

## Története

### Korai története

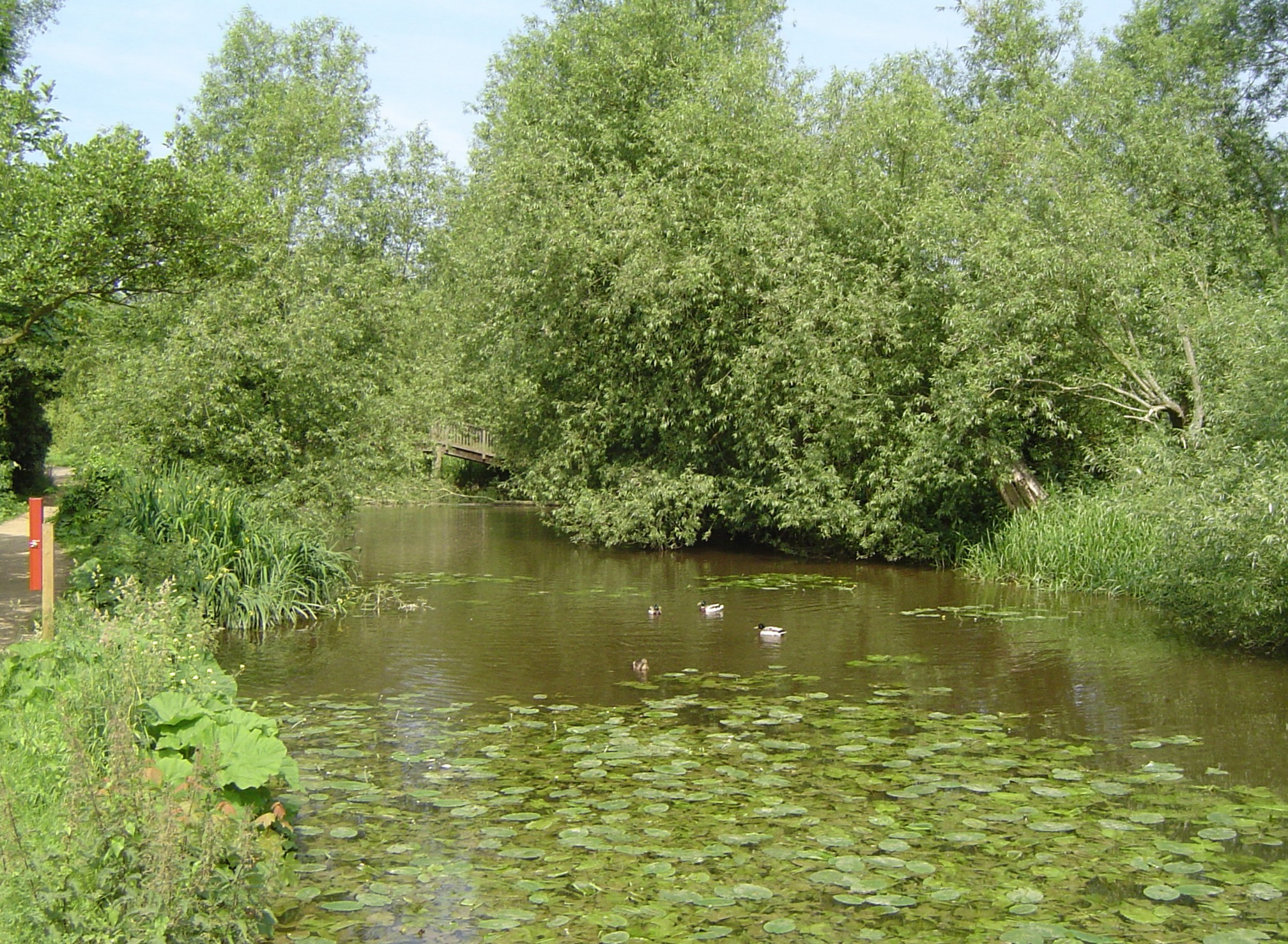
Kilátás az Abingdon-zsilipről a vízfolyásra a szerzetesek által 955 és 963 között ásott apátsági vágás felé

Az apátságot állítólag 675-ben Cissa, Centwine alkirálya, a nyugati szászok királya, vagy unokaöccse, Hean alapította Szűz Mária tiszteletére tizenkét bencés szerzetes számára. Cissát is itt temették el.
Az egymást követő nyugati-szász királyok által felruházott jelentősége és gazdagsága növekedett egészen addig, amíg Alfréd király uralkodása alatt a vikingek el nem pusztították, majd Alfréd elfoglalta birtokait, mivel a szerzetesek nem  támogatták eléggé viszonzásul ellenségeik legyőzéséhez. A 950-es évekre az apátság leromlott állapotba került, de 954 körül Eadred király Æthelwoldot, később Winchester püspökét nevezte ki apátnak. Abingdon az angol bencés reform egyik vezetője volt, majd a reform második központja lett (Glastonbury után). Egy 136 oklevélből álló gyűjtemény található itt, amelyeket különböző szász királyok adományoztak ennek az apátságnak, és az Abingdon kolostor krónikája az apátságban íródott a 12. században.

### Sutton Courtenay

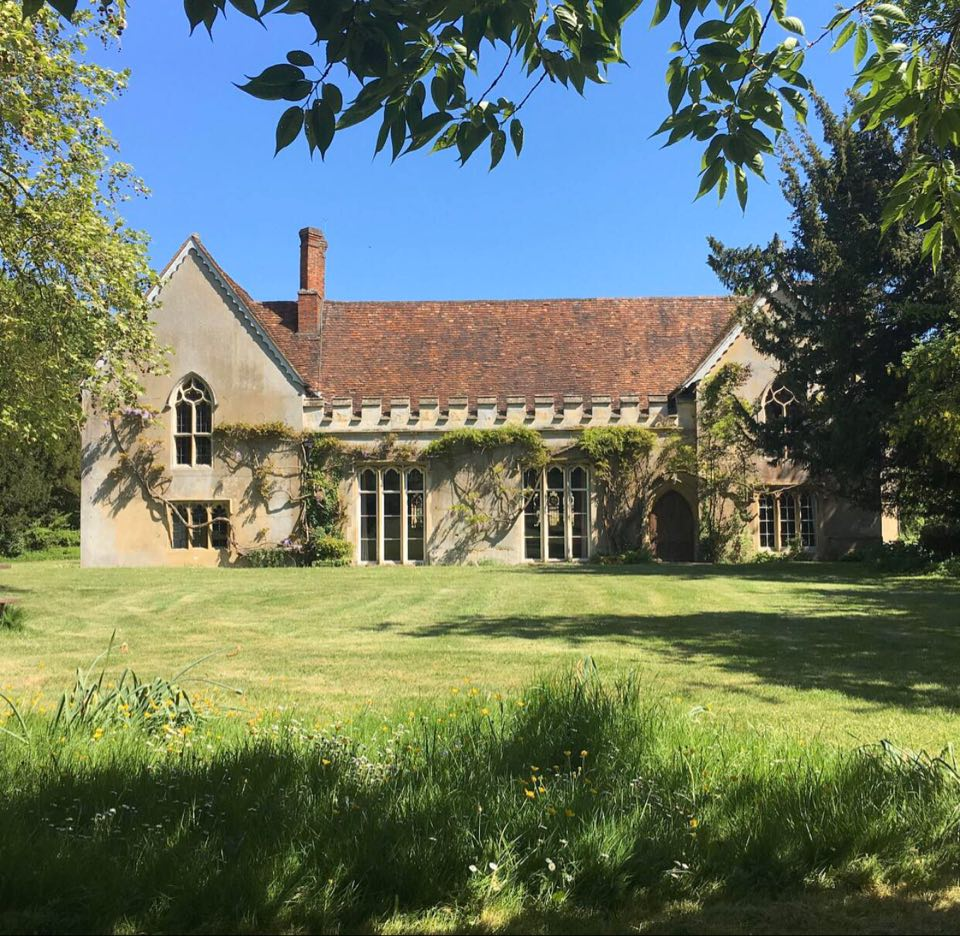
Sutton Courtenay az apátság paplakja

Sutton Courtenay-ben az Abingdon Abbey kolostori kastélyként építette fel az apátságot, amelyet az apátság földjének és tizedének adminisztratív központjaként használtak. Azonban a földbirtok tulajdonosa, Alwin pap (akinek apja birtokolta a földet előtte), megállapodott az apáttal, hogy megtartja Suttont, először a fiának, majd utána az apátságé lesz, azzal a feltétellel, hogy azonnal átadják a miltoni kápolnát. Szinte bizonyosan a 12. század végén az abingdoni apátság vette át a tizedek kétharmadát, a rektor pedig a fennmaradó harmadát. 1258-ban egy vitát követően a földet formálisan az apátság birtokába helyezték, és megszentelték. Mivel közel volt az apátsághoz, valószínűleg maguk a szerzetesek irányították, nem pedig sáfárra bízták. 1278-ban azonban Hugh de Courtenay, a Sutton-i kastély ura, beperelte az apátságot. Állítólag elfogult esküdtszéket sorakoztattak fel, és 1284-ben váratlanul talált Courtenay számára. Az esküdtszék elnöke, a rochesteri Salamon volt az első, akit a Courtenays megosztott.  Az apát azt állította, hogy 1290-ben Rochesteri Salamon lefoglalta a benne lévő, az apátsághoz tartozó javakat. Azt is állította, hogy Salamon 40 márkát csikart ki az apátságból a plébánia házának állítólagos leromlása miatt. Végül semmilyen bűncselekményben nem marasztalták el.

### Apátok
A normann hódítás után az apátok közé tartozott Faritius, I. Henrik angol király orvosa (1100–1117) és Richard Hendred, akinek kinevezéséhez 1262-ben megkapták a király beleegyezését. 1272-ben jelen volt a lyoni zsinaton. Az utolsó apát Thomas Pentecost alias Rowland volt, aki az elsők között ismerte el a királyi felsőbbséget. Közössége többi tagjával 1538-ban aláírta kolostorának feladását, életfogytiglan, vagy addig, amíg évi 223 font sterling kedvezményt kapott, a cumnori uradalom fejében. Az apátság bevételei 1876 GBP, 10 shilling, 9 penny volt.

### Temetések
Abingdon Ælfricét eredetileg itt temették el, mielőtt Canterburyi katedrálisába vitték át. Itt temették el Sideman püspököt, Margaretet, Pembroke grófnőjét és Fulk FitzRoyt is.
Egyéb temetkezések
- Robert D'Oyly és felesége Ealdgyth
- Siward (abingdoni apát)
- Ralph Basset és apja, Thurston Ralph Bassett
- John Grey, Lisle 2. vikomtja
- Margit, Pembroke grófnője
- Waltham Mária

## Fordítás
Ez a szócikk részben vagy egészben  az   Abingdon Abbey című angol Wikipédia-szócikk ezen változatának fordításán alapul.  Az eredeti cikk szerkesztőit annak laptörténete sorolja fel. Ez a jelzés csupán a megfogalmazás eredetét és a szerzői jogokat jelzi, nem szolgál a cikkben szereplő információk forrásmegjelöléseként.